# جرج فن متاسکا
 جرج فن متاسکا (یونانی: Γεώργιος φον Μεταξάς؛ ۷ اکتبر ۱۹۱۴ – ۱۲ دسامبر ۱۹۴۴) یک تنیس‌باز اهل آلمان بود.